# Mandla
Mandla là một thành phố và khu đô thị của quận Mandla thuộc bang Madhya Pradesh, Ấn Độ.

## Địa lý
Mandla có vị trí 22°36′B 80°23′Đ / 22,6°B 80,38°Đ Nó có độ cao trung bình là 445 mét (1459 feet).

## Nhân khẩu
Theo điều tra dân số năm 2001 của Ấn Độ, Mandla có dân số 45.907 người. Phái nam chiếm 51% tổng số dân và phái nữ chiếm 49%. Mandla có tỷ lệ 77% biết đọc biết viết, cao hơn tỷ lệ trung bình toàn quốc là 59,5%: tỷ lệ cho phái nam là 82%, và tỷ lệ cho phái nữ là 72%. Tại Mandla, 12% dân số nhỏ hơn 6 tuổi.